# Дахинден, Юстус
Ю́стус Да́хинден (Justus Dahinden; 18 мая 1925, Цюрих, Швейцария — 11 апреля 2020) — швейцарский архитектор, автор литературы о зодчестве.
Юстус Дахинден, сын швейцарского пионера лыжного спорта, писателя и режиссера Йозефа Дахиндена, изучал архитектуру в Швейцарском федеральном технологическом институте в Цюрихе с 1945 по 1949 год, так же как и Макс Фриш, Альберто Камензинд и Ганс Хофманн в то время. С 1949 по 1952 год он был ассистентом на кафедре Уильяма Данкеля, где он также нашел работу после завершения учебы. С 1955 года у Дахиндена была своя студия в Цюрихе. В 1956 году он получил докторскую степень за свою позицию по современной архитектуре в ETH. В 1974 году он был назначен профессором дизайна интерьера и дизайна в Венском технологическом университете. Он также стал членом правления Института дизайна интерьера и дизайна при Венском технологическом университете.
В 1985 году он стал профессором honoris causa Факультета архитектуры и градостроительства Университета Буэнос-Айреса, FAU - Факультет архитектуры и урбанизма, Университет Буэнос-Айреса. В 1989 году он стал профессором honoris causa "Scuola de Altos Estudios del CAYC", Центра искусств и коммуникаций (CAYC) в Буэнос-Айресе. Он имел почетную докторскую степень в Грузинском техническом университете в Тбилиси (1995) и почетную докторскую степень в Словацком техническом университете в Братиславе (1996).

## Сочинения
- 1972 «Urban Structures for the Future» Pall Mall Press, New York
- 1974 «Akro-Polis . Frei-Zeit-Stadt / Leisure City» Karl Krämer Publ. Bern/Stuttgart, ISBN 3-7828-1018-X
- 1988 «Justus Dahinden — Architektur — Architecture» Biography, Karl Krämer Publ. Stuttgart, ISBN 3-7828-1601-3
- 1991 «M… anders /autrement /different. Migros-Zentrum Ostermundigen», Karl Krämer Publ. Stuttgart, ISBN 3-7828-1608-0
- 2005 «Mensch und Raum / Men and Space», Karl Krämer Publ. Stuttgart, ISBN 3-7828-1614-5

## Награды
- 1981 Grand Prix d’Architecture 1981, CEA Cercle d’Ètudes Architecturales, Paris
- 1981 INTERARCH 81, World Triennial of Architecture, Sofia, Medal and Prize of the City of Nates for Habitat in Iran
- 1983 INTERARCH 83,World Triennial of Architecture, Competition HUMA 2000, Sofia, Medal and Prize of the National Committee of Peace of Bulgaria for the Project «Stadthügel» («Urban Mound»)
- 1985 INTERARCH 85, World Triennial of Architecture, Sofia, Award for competition of projects and realizations, personal work
- 1989 INTERARCH 89, World Triennial of Architecture, Sofia, Award for the Biography «Justus Dahinden-Architektur-Architecture»